# Ickorrbotten
Ickorrbotten är en tidigare gruvby i Ludvika socken i Ludvika kommun i Dalarnas län, belägen tre kilometer norr om Ludvika. Brytningen i Ickorrbotten har gamla anor. Under andra världskriget var gruvan i tysk ägo och en av Sveriges tyskgruvor. Driften lades ned i december 1979 av den sista ägaren SSAB. 
Ickorrbotten klassades av Statistiska centralbyrån fram till och med 2005 som småort, men miste den statusen 2010 när folkmängden hade sjunkit under 50 personer.

## Ickorrbottens gruvor
Malmfyndigheten vid Ickorrbotten ingår i det långsträckta Håksbergsfältet med bland annat Källbottens och Ivikens gruva. På 1550-talet anlades kronobruket Ludvika bruk, som fick malm från Ideviksgruvorna. 
Ursprungligen var gruvbrutningen i Ickorrbotten fristående, men under 1900-talet inordnas driften under Håksbergsgruvan, därför hänger Ickorrbottens gruvas historia intimt ihop med Håksbergsgruvans. År 1906 köpte Ickorrbottens Gruv AB utmålen omkring Ickorrbotten. 1913 förvärvade Österreiche Berg- und Hüttenwerke Gesellschaft aktierna i Ickorrbottens Gruv AB. Vid årsskiftet 1917-1918 övertogs hela aktiestocken i Håksbergs Nya Gruv AB av AB Mellansvenska Malmfälten. Även Ickorrbottens Gruv AB överläts till detta bolag. Efter första världskriget blev det svårt att sälja malm. På 1920-talet avvecklades malmbrytningen och gruvan vattenfylldes. 
År 1937 köpte ett tyskt konsortium av järnverk bestående av Hoesch AG, Friedrich Krupp AG och Gutehoffnungshütte Gruv AB Stark, Ickorrbottens Gruv AB och Håksbergs Nya Gruv AB. Gruvan länspumpades och driften återupptogs. Nu kunde Håksbergsområdets malmer brytas och bearbetas på ett rationellt sätt. Under andra världskriget var gruvan i tysk ägo och en av Sveriges Tyskgruvor. Malmen gick till Tysklands krigsindustri. De tyska köparna var främst Hoesch, Gutehoffnungshütte, Krupp, Vestag och Klöckner. Efter kriget kom Ickorrbotten under administration av Flyktkapitalbyrån, vilket sedermera innebar förvaltning under AB Statsgruvor från 1950. 
Från och med början av 1950-talet påbörjades arbeten med att förbinda gruvan med de nordliga delarna av Håksbergfältet under jord. År 1959 uppfördes en ny lave i betong, som fortfarande finns kvar. Det nya schaktet i Ickorrbotten var sänkt till 300 meters djup och ersatte det gamla schaktet som gick till 105 meter. 1978 övergick Håksbergsgruvorna inklusive Ickorrbotten till SSAB. Brytningen i Ickorrbotten lades ned i december 1979 samtidigt med Håksberg. Gruvområdet utgör idag ett fornminne med RAÄ-nummer Ludvika 135:1.
Mellan Ickorrbotten och järnvägsspåret vid sjön Gårlången finns rester av en cirka 1,2 kilometer lång stånggång. Lämningen är en äldre uppfordringsanläggning för bortforsling av malm. Även den är ett fornminne och har RAÄ-nummer Ludvika 136:1.

## Galleri

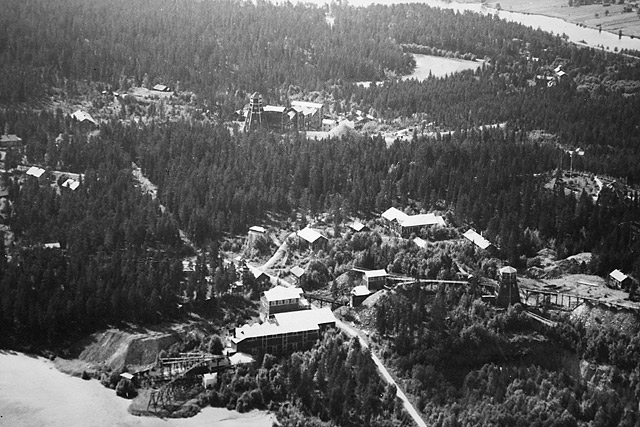
Ickorrbotten (närmast) och Ivikens gruva, 1928.
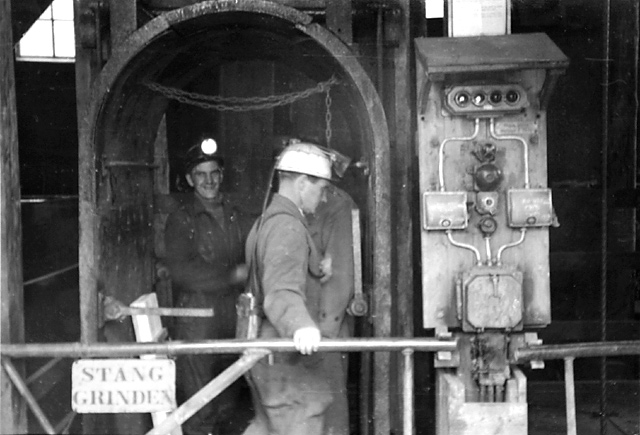
Gruvhiss i Ickorrbotten 1954.
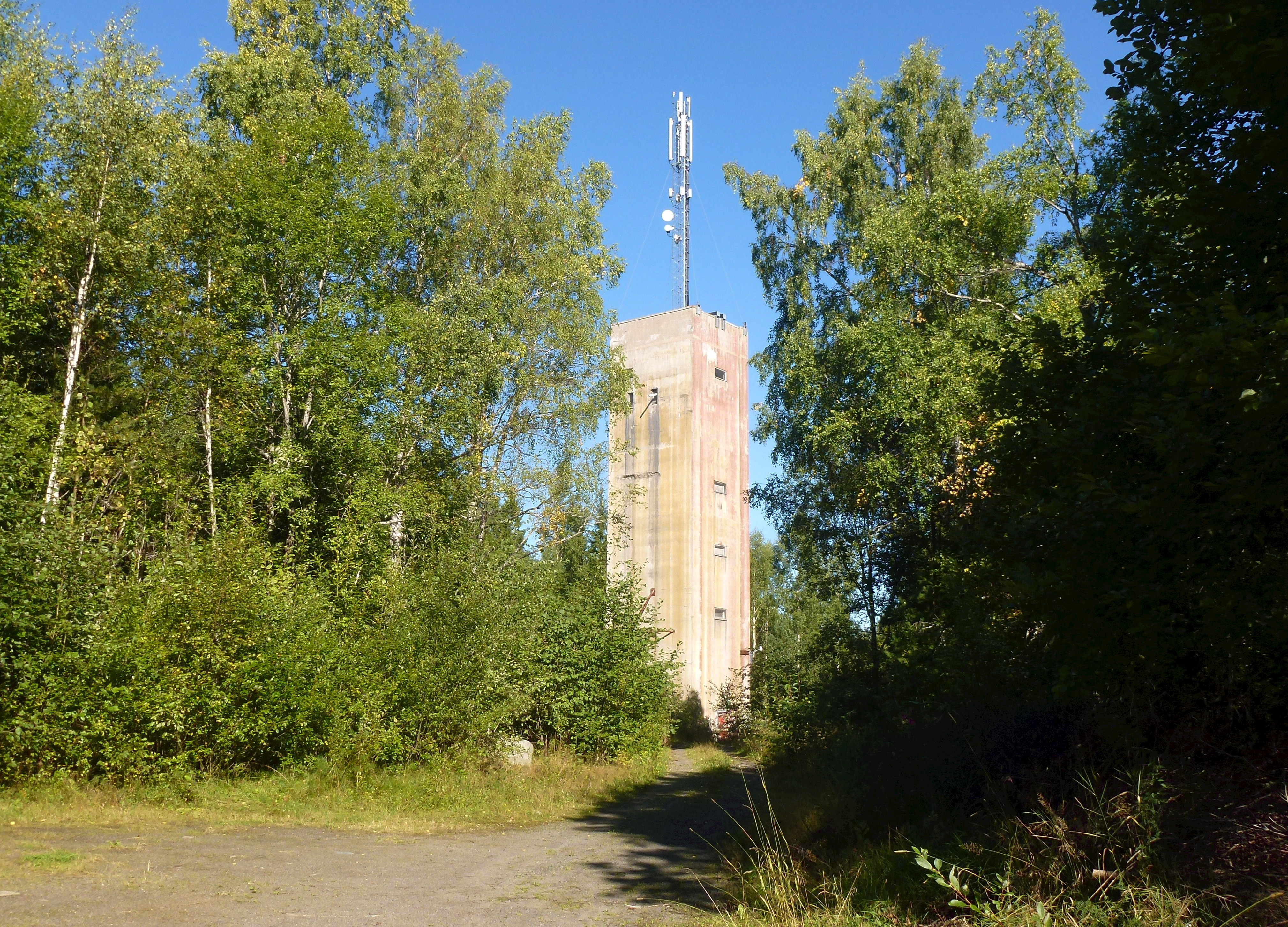
Betonglaven från 1959
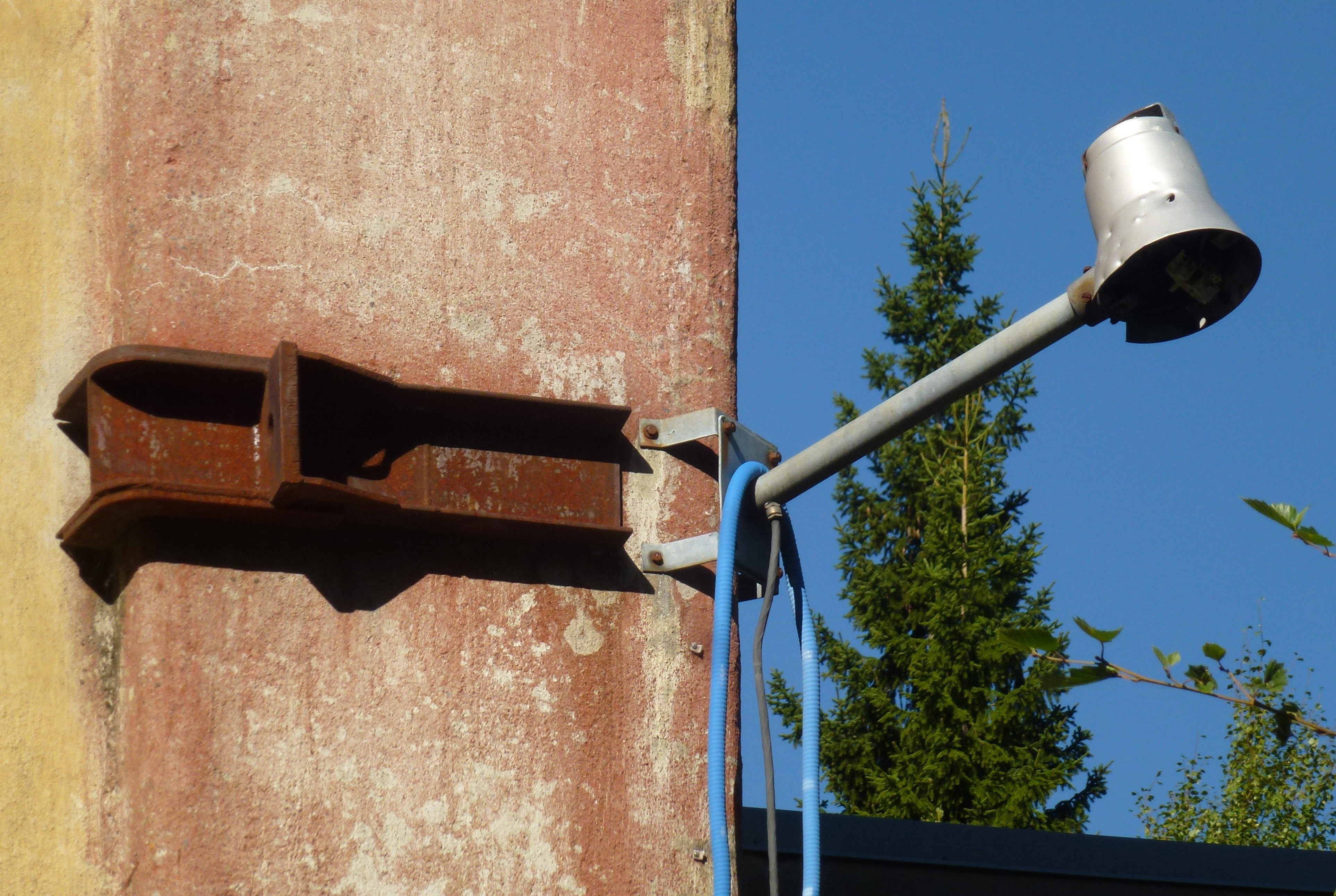
Betonglaven, detalj
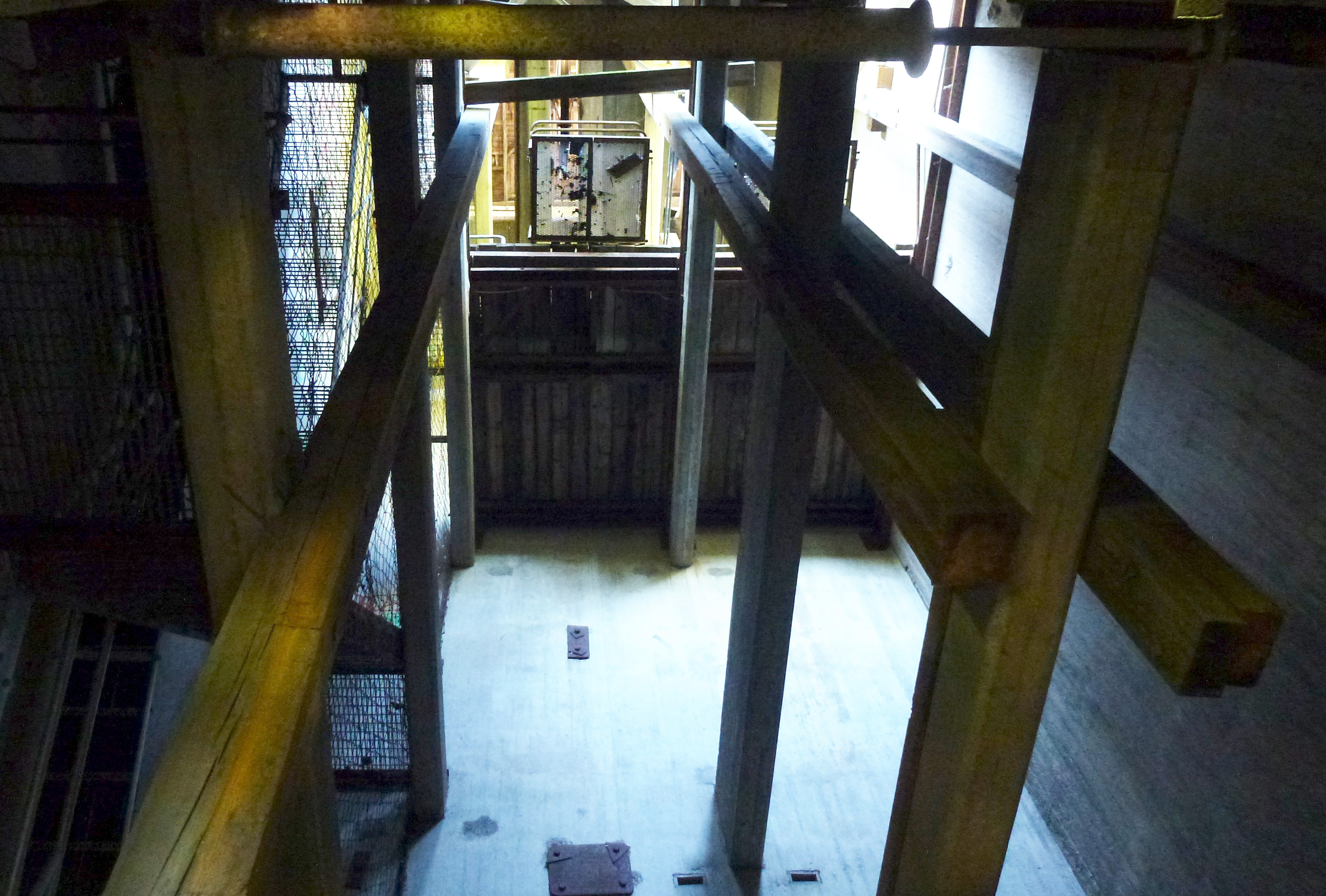
Betonglaven, invändig, vy uppåt
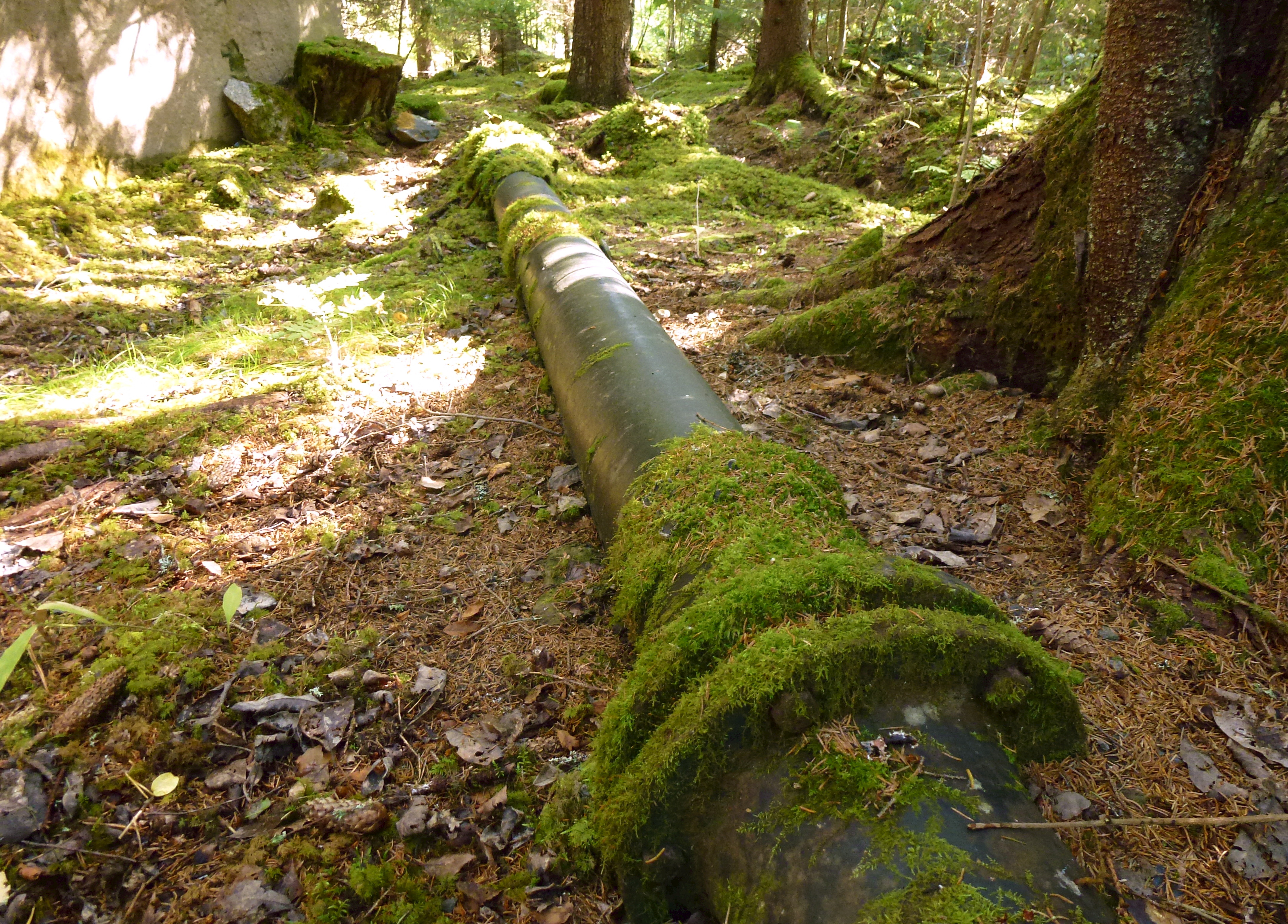
Rörledning i skogen